# Sitthikorn Krumsai
Sitthikorn Krumsai (thailändisch สิทธิกร กล่ำใส, * 24. Juli 1996 in Bangkok) ist ein momentan vereinsloser thailändischer Fußballspieler.

## Karriere
Sitthikorn Krumsai erlernte das Fußballspielen in der Schulmannschaft der Ratwinit Bangkaeo School sowie in der Jugendmannschaft von Buriram United. Hier unterschrieb er 2015 auch seinen ersten Vertrag. Der Verein aus Buriram, einer Stadt in der Provinz Buriram, spielte in der höchsten thailändischen Liga, der Thai League. 2015 wurde er mit Buriram thailändischer Fußballmeister und gewann den FA Cup sowie den Thai League Cup. Mitte 2016 wechselte er zum Zweitligisten Ubon UMT United. Ende 2016 wurde er mit dem Verein aus Ubon Ratchathani Vizemeister der zweiten Liga, der Thai League 2, und stieg somit in die erste Liga auf. Für Ubon stand er 19-mal in der ersten Liga im Tor. Zur Rückrunde 2018 ging er nach Samut Sakhon. Hier schoss er sich dem Zweitligisten Samut Sakhon FC an. 2020 wurde er vom Ligakonkurrenten Uthai Thani FC aus Uthai Thani unter Vertrag genommen. Mit dem Verein aus Uthai Thani spielte er in der Northern Region der Liga. Am Ende der Saison 2021/22 feierte er mit Uthai Thani die Meisterschaft der Region. In der National Championship, den Aufstiegsspielen zur zweiten Liga, belegte man den ersten Platz und stieg nach einer Saison in der Drittklassigkeit wieder in zweite Liga auf. Der Vertrag des Torhüters wurde allerdings nicht mehr verlängert. Zu Beginn der Saison 2022/23 unterschrieb er einen Vertrag beim Zweitligisten Customs United FC.

## Erfolge
Buriram United
- Thailändischer Meister: 2015
- Thailändischer Pokalsieger: 2015
- Thailändischer Ligapokalsieger: 2015

Ubon UMT United
- Thailändischer Zweitligavizemeister: 2016  ▲

Uthai Thani FC
- Thai League 3 – North: 2021/22
- Thai League 3 – National Championship: 2021/22  ▲